# طواف كولومبيا 2001
طواف كولومبيا 2001 هو سباق دراجات هوائية أقيم بتاريخ يونيو 17 – يوليو 2، تكون السباق من 15 مرحلة وامتدّ لمسافة 1946.3 كم بسرعة 41.5296 كم/س، استغرق السباق 46 ساعة 51 دقيقة 29 ثانية.